# Hulusi Akar
Hulusi Akar est un général de l'armée turque, ministre de la Défense depuis juillet 2018. Il est le chef d’état-major des forces armées turques du 18 août 2015 au 10 juillet 2018 et succède à Necdet Özel. Son opposition à la tentative de coup d'État de 2016 en Turquie est considérée comme une des principales causes de l'échec de cette dernière.

## Biographie
Après sa formation initiale à l'École de guerre et à l'école d'infanterie en 1972 et 1973, Hulusi Akar réalise l'essentiel de son parcours militaire dans des centres de formation et de recherche militaires, à l'exception du commandement des forces turques engagées en Yougoslavie en 1997-1998.
Hulusi Akar est nommé général de brigade (tuğgeneral) en 1998. Il devient ministre de la Défense au sein du nouveau cabinet du président Erdoğan, annoncé le 9 juillet 2018. Il devient le premier militaire ministre au sein d'un gouvernement civil en Turquie.

## Tentative de coup d'État de 2016
Dans la nuit du 15 juillet 2016, un officier impliqué dans la tentative de coup d'État se présente au général Akar en lui faisant un exposé de la situation, en attendant de lui un soutien ou sa non-intervention,. Contrairement aux attentes des putschistes, le général Akar refuse d'emblée toute implication,. Cela lui vaudra d'être torturé par les putschistes pendant la soirée afin qu'il donne ces accès internes, ce qui leur aurait permis de se faire passer pour lui et ainsi obtenir officiellement le soutien de l'armée. Les premières images du général quelques heures après la tentative de coup d'état montreront un vieil homme affaibli avec d'importantes traces de strangulation autour du cou. 
La non-participation du général Akar à la tentative de coup d'État est interprétée comme une des causes principales de son échec, alors que les autres coups d'État de 1960, 1971 et 1980 avaient remporté l'adhésion de l'ensemble de la chaîne de commandement,.

## Ministre de la Défense
Le 10 juillet 2018, Hulusi Akar est nommé ministre de la défense par le président Erdogan, le général Yaşar Güler, chef de l'Armée de terre, le remplace donc en tant que chef d'état-major des forces armées turques.